# محمد بن القاسم بن محمد
الاِمام الموَيد باللّه محمد بن القاسم بن محمد، من أئمة اليمن، بويع له بعد وفاة أبيه القاسم بن محمد بن علي، وتوفي بعد صلاة الجمعة في اليوم الثامن من شهر رجب في سنة ألف وأربع وخمسين للهجرة . 8 رجب 1054 الموافق 10 سبتمبر 1644م. في أيامه تم خروج الاَتراك نهائياً من اليمن.
| سبقه المنصور القاسم | أئمة اليمن | تبعه المتوكل إسماعيل بن القاسم |